# علي عبد الرازق
علي عبد الرازق، اسمه بالكامل علي حسن أحمد عبد الرازق (1305 هـ / 1888 - 1386 هـ / 1966) هو مؤلف كتاب الإسلام وأصول الحكم. 

## حياته
ولد في قرية أبو جرج بمحافظة المنيا في أسرة ثرية تملك 7 آلاف فدان. حفظ القرآن في كتاب القرية، ثم ذهب إلى الأزهر حيث حصل على درجة العالمية. ثم ذهب إلى جامعة أوكسفورد البريطانية. وعقب عودته عُين قاضيا شرعيا بعد
أصدر عام 1925 كتاب الإسلام وأصول الحكم الذي يرى البعض أنه يدعو إلى فصل الدين عن السياسة، بينما يرى البعض الآخر أنه أثبت بالشرع وصحيح الدين عدم وجود دليل على شكل معيّن للدولة في الإسلام، بل ترك الله الحرية في كتابه للمسلمين في إقامة هيكل الدولة، على أن تلتزم بتحقيق المقاصد الكلية للشريعة، والكتاب أثار ضجة بسبب آرائه في موقف الإسلام من «الخلافة» حيث نُشَر الكتاب في نفس فترة سقوط الخلافة العثمانية وبداية الدولة الاتاتوركية، بينما كان يتصارع ملوك العرب على لقب «الخليفة»؛ رد عليه عدد من العلماء من أهمهم الشيخ محمد الخضر حسين شيخ الأزهر بكتاب «نقد كتاب الإسلام وأصول الحكم» ثم سحب منه الأزهر شهادة العالمية، وهو ما اعتبره الكثير من المفكرين رداً سياسيا من الملك فؤاد الأول -ملك مصر وقتئذ-، وشن حملة على رأيه. تراجع الشيخ علي عبد الرازق عن رأيه في آخر أيامه كما يقول الإمام محمد الغزالي.
يُعد كتاب الإسلام وأصول الحكم استكمالا لمسيرة تحرير فكري بدأها الإمام محمد عبده في كتابه «لإسلام والنصرانية بين العلم والمدنية» وقاسم أمين والشيخ عبد الرحمن الكواكبي في كتابه طبائع الاستبداد وتبعهم عبد الوهاب المسيري في كتابه العلمانية الجزئية والعلمانية الشاملة (كتاب) وأخيرا راشد الغنوشي في مؤلفاته مثل مقاربات في العلمانية والمجتمع المدني
بعد أن تولى أخوه الشيخ مصطفى عبد الرازق باشا مشيخة الأزهر سنة 1945م. أعاده إلى زمرة العلماء.
ثم دخل الوزارة، وزيراً للأوقاف، ما بين 28 ديسمبر سنة 1948م و25 يوليو سنة 1949م في الوزارة التي رأسها إبراهيم عبد الهادي باشا 1316 - 1401 هـ 1898 - 1981.. كما شغل عضوية مجلس النواب، ومجلس الشيوخ. وعين عضواً بمجمع اللغة العربية بالقاهرة.
توفي في جمادى الآخرة من عام 1386 هـ الموافق 23 سبتمبر 1966م.

## الإسلام وأصول الحكم
يُعدُّ كتاب الإسلام وأصول الحكم أولَ دراسة شرعية تؤسِّس للفكرة العَلمانية داخل الوسط الإسلامي، وقد نشره الشيخ القاضي علي عبد الرازق عام 1925 م بعد عامٍ من القضاء رسمياً على مسمى الخلافة العثمانية، أحدث به معركة ثقافية وسياسية ضخمة.
تقوم فكرة الكتاب المركزية على تفسير الدين الإسلامي بما يتفق مع التصور الغربي للدين، فرسالة النبي ﷺ ما هي إلا رسالة روحية ليس فيها إلا البلاغ لوجود «آيات متضافرة على أن عمله السماوي لم يتجاوز حدود البلاغ المجرد من كل معاني السلطان»[1]. فهي رسالة لا تتضمن سلطة حكم، حيث كان النبي صلى الله عليه وسلم «رسولاً لدعوة دينية خالصة للدين لا تشوبها نزعة ملك ولا دعوة لدولة»[2]، وإنما أحدث ذلك المسلمون من بعده، وكانت الحكومة التي أقامها الصحابة من بعده حكومة دنيوية ليست من أحكام الإسلام[3].
شذوذ هذا الرأي ونكارته أحدثا ردة فعلٍ صارمة شديدة ضده، فأصدرت هيئة كبار العلماء في مصر بتوقيع (24) عالماً، بياناً ذكروا فيه أخطاء الكتاب البارزة، وحصروها في 7 مخالفات ظاهرة[4]، ثم توالت الردود العلمية، فكتب الشيخ محمد الخضر حسين: نقض كتاب الإسلام وأصول الحكم، وكتب الطاهر بن عاشور: نقد علمي لكتاب الإسلام وأصول الحكم، وألَّف محمد بخيت المطيعي رسالته: حقيقة الإسلام وأصول الحكم، وأرَّخ الدكتور محمد ضياء الدين الريس للتفاصيل السياسية المتعلقة بصدور الكتاب في رسالته: (الإسلام والخلافة).

## كتبه الأخرى
حاضر طلبة الدكتوراه في جامعة القاهرة عشرين عاما في مصادر الفقه الإسلامي، وله عدد من الكتب، منها:
- «أمالي علي عبد الرازق»،
- «الإجماع في الشريعة الإسلامية»،
- «من آثار مصطفى عبد الرازق».

## وصلات خارجية
- علي عبد الرازق على موقع أرشيف الشارخ.
- علي عبد الرازق على موقع الموسوعة البريطانية (الإنجليزية)

1. 1 2  Diané Collinson (1996). Biographical Dictionary of Twentieth-Century Philosophers (بالإنجليزية). ISBN:978-0-415-06043-1. LCCN:97185841. OCLC:38862354. OL:283347M. QID:Q19944832.
2. ↑  Emmanuel K. Akyeampong; Henry Louis Gates, Jr., eds. (2012), Dictionary of African Biography (بالإنجليزية), New York City: Oxford University Press, OL:24839793M, QID:Q46002746
3. 1 2  Brockhaus Enzyklopädie | Ali Abd ar-Raziq (بالألمانية), OL:19088695W, QID:Q237227
4. ↑  Gran Enciclopèdia Catalana | ‘Alī ‘Abd al-Razziq (بالكتالونية), Grup Enciclopèdia, QID:Q2664168
5. ↑  مكتبة البرتغال الوطنية | Abderraziq Ali، QID:Q245966
6. ↑  كتاب الحق المر - الجزء الثالث - للشيخ محمد الغزالي ص18 (طبعة نهضة مصر).
7. ↑  مجلة المعرفة ولائحة وزراء الأوقاف